# Congrés dels Nacionalistes Ucraïnesos
El Congrés dels Nacionalistes Ucraïnesos (ucraïnès Конгрес українських націоналістів, Kongres ukrayinskykh natsionalistiv, KUN) és un partit polític d'Ucraïna. El partit fou creat el 1992 sobre la base del moviment Organització dels nacionalistes ucraïnesos (OUN) i dirigit fins a la seva mort el 2003 per Iaroslava Stetskò.
A les eleccions al Parlament d'Ucraïna de 1998 va formar amb el Partit Republicà Ucraïnès "Assemblea" la coalició Bloc Electoral Front Nacional (Виборчий блок партій «Національний фронт»), que va obtenir el 2,71% dels vots i sis diputats.
A les eleccions al Parlament d'Ucraïna de 2002, el partit va formar part del bloc la Nostra Ucraïna-Autodefensa Popular de Víktor Iúsxenko. El seu nou líder era Oleksiy Ivtxenko, qui dirigiria la companyia Naftogaz Ukrainy durant el govern de Iuri Iekanúrov. A les eleccions al Parlament d'Ucraïna de 2006, el KUN va seguir formant part del bloc la Nostra Ucraïna. De la mateixa manera, a les eleccions al Parlament d'Ucraïna de 2007 va formar part novament del bloc La Nostra Ucraïna, que va obtenir 72 escons de 450.